# 2023年新西蘭工黨黨魁選舉
2023年新西蘭工黨黨魁選舉於 2023 年 1 月 22 日舉行。該次選舉目的爲選出新工黨領袖，亦即新一任新西兰总理（根据西敏制，大选获胜的多数党党魁有权组阁成为政府总理），以接替傑辛達·阿德恩於2023年2月7日的請辭。
提名期於 1 月 21 日上午結束，克里斯·希普金斯成為唯一候選人。

## 背景
傑辛達·阿德恩自赢得2017年新西蘭工黨黨魁選舉以來一直擔任工黨黨魁兼新西蘭總理。 在2023 年 1 月 19 日，阿德恩召開記者會宣佈辭去工黨黨魁職務，並且宣布將不遲於 2023 年 2 月 7 日辭職。 
由於工黨在2020大選中勝出，因此即將上任的工黨黨魁會成為第41任新西蘭總理。

## 過程
此次選舉是首次根據工黨於 2021 年通過的新規定舉行。候選人需要獲得 7 名國會議員提名，並且取得三分之二的黨內國會議員的支持，才能勝出。
如果沒有任何一個候選人取得三分之二的黨內國會議員支持，則淘汰得票最少的候選人，直到有人當選為止。如果一直未有候選人取得三分之二的黨內國會議員支持，黨魁將交由選舉團選出，該選舉團包括：國會議員（40%）、黨員（40%）和隸屬於工黨的工會（20%）。
由於只有一名合資格候選人，因此預計將於 1 月 22 日下午 1 點舉行的黨團會議中正式確認希普金斯為工黨黨魁。 此外，毛利族工黨核心小組原定於 1 月 21 日舉行會議，推舉毛利族候選人，但是由於希普金斯是唯一的候選人，會議被取消。

## 候選人

### 確認參選
- 克里斯·希普金斯，現任教育部長，政府部門部長和警察部長，以及眾議院領袖，為唯一合資格候選人。[3][12]《Stuff》報導表示，曾被媒體猜測為潛在候選人的東海岸國會議員兼司法部長毛利族的奇里·艾倫是其中一名提名希普金斯的國會議員。[13][14][15]

### 表明不會參選
- 凱爾文·戴維斯：國會議員，工黨副領袖，社會發展部長，兒童部長，和懲教部長[16]
- 基蘭·麥坎納蒂：國會議員，賽馬部長，應急管理部長[17]
- 格蘭特·羅伯遜：國會議員，副總理兼財政部長[18]
- 梅根·伍茲：國會議員，住房部長兼能源資源部長[19]

## 結果
在核心小組會議開始後兩個小時及新聞發布會之前，工黨議員珍妮·莎莉莎和沙南·哈爾伯特在社交網站表示希普金斯成為新一任工黨黨魁，凱爾文·戴維斯將留任副黨魁和社會發展部長，而卡梅爾·塞普洛尼 將會接替 格蘭特·羅伯遜出任副總理。

## 民意調查
| 日期               | 民調機構 | 參與數量 | 克里斯·希金斯 | 基里·艾伦 | 納奈亞·馬胡塔 | 邁克爾·伍德 | 梅根·伍兹 | 以上都不是 | 不知道 |
| ------------------ | -------- | -------- | ------------- | --------- | ------------- | ----------- | --------- | ---------- | ------ |
| 2023 年 1 月 20 日 | 东西     | 25,758   | 41%           | 15%       | 5%            | 4%          | 2%        | 21%        | 13%    |